# Kamienica przy ul. Gdańskiej 98 w Łodzi
Kamienica przy ul. Gdańskiej 98 w Łodzi – modernistyczna kamienica znajdująca przy ul. Gdańskiej 98 w Łodzi.

## Historia
Projekt w połowie zatwierdzono w 1934, a w czerwcu 1936 uzyskano pozwolenie na użytkowanie wzniesionej kamienicy. Autorem projektu była firma architektoniczna Ludwika Oliego oraz Ignacego Gutmana, którzy w latach 1936–1939 prowadzili w budynku biuro. Ludwik Oli posiadał w kamienicy również swoje mieszkanie.
Pierwszym właścicielem kamienicy była Firma „Lewy, Alenberg i Król”.
Budynek wpisany jest do gminnej ewidencji zabytków miasta Łodzi pod numerem 186.

## Architektura
Obiekt zlokalizowany jest we wschodniej pierzei ul. Gdańskiej. Północna ściana szczytowa pozostaje odsłonięta. Od strony południowej graniczy z budynkiem Wojewódzkiej Biblioteki Publicznej im. Marszałka Józefa Piłsudskiego w Łodzi, znajdującym się pod adresem ul. Gdańska 100. Rzut kamienicy oparto na planie prostokąta. Na parterze zlokalizowano sień przejazdową. Budynek mieści 8 mieszkań.
Budynek posiada trzy kondygnacje, piwnicę oraz częściowo użytkowe poddasze. Dach jest dwuspadowy, o niewielkim kącie nachylenia połaci. Fasada zachodnia na parterze ma układ sześciu osi. W skrajnej osi południowej znajduje się okrągłe okno, a powyżej umieszczono niewielkie balkony i jednodzielne okna zwieńczone łukiem pełnym. W skrajnej osi północnej występuje pseudoryzalit z balkonami o zaokrąglonych narożnikach od strony osi środkowej fasady. Okna balkonowe są dwudzielne, wyposażone w stałe nadświetla, natomiast balustrady są częściowo pełne, a częściowo ażurowe.
Kondygnację parteru zwieńcza gzyms. Poziomą artykulację elewacji podkreślają gzymsy obramowujące czterodzielne, jednopoziomowe okna na piętrach, wraz z szerokimi pasami murów międzyokiennych. Dodatkowo gzyms kordonowy i wieńczący obejmują rząd niskich okienek poddasza. Podziały reliefowe tynku na poziomie parteru imitują płyty okładziny kamiennej.